# Государственный архив Забайкальского края
Госуда́рственный архи́в Забайка́льского кра́я (ГАЗК) — государственное казенное учреждение, хранилище документов на постоянной основе, научное учреждение, ведущее научно-исследовательскую работу.

## История
23 декабря 1923 года в Чите было создано губернское архивное бюро, штат которого до 1925 года состоял всего из одного сотрудника, заведующего архивным бюро. Основной задачей архива был сбор и обработка документов. В период с 1925 по 1970 годы архивное бюро располагалось в полуподвальном помещении на перекрестке улиц им. Полины Осипенко и Анохина. С образованием в 1926 году Дальневосточного края и Читинского округа, Забайкальское архивное бюро преобразовано в Читинское окружное бюро исполнительного комитета Читинского окружного Совета. Архив был разделен на исторический дореволюционный и архив Октябрьской революции, так же часть архивного материала выделена в политическую секцию. В хранилище на конец 1927 года насчитывалось 285 фондов с 379 713 единицами хранения, из них 99 фондов относились к фондам дореволюционного периода и 186 послереволюционного. В 1927 году при архивном бюро открыт читальный зал. В 1930 году в связи с ликвидацией Читинского округа и образованием Восточно-Сибирского края, окружное бюро переименовано в Читинское отделение Восточно-Сибирского краевого архивного управления.
В 1937 году с образованием Читинской области, Читинское отделение преобразовано в отделение облисполкома, при котором числился и архив Октябрьской революции. Решением президиума Читинского облисполкома был создан единый областной государственный архив со штатом в 16 человек, подчиненный Центральному архивному управлению. В послевоенные годы значительная часть архивных документов из архива отправлена в центральные архивы. В 1978 году для архива построено новое здание.
24 августа 1991 года издано постановление Президента РСФСР «О партийных архивах», по которому все партийные документы подлежали передаче на государственное хранение, на основании чего 14 октября 1992 года вышло постановление главы администрации Читинской области, согласно которому отдел облисполкома был преобразован в отдел по делам архивов Администрации Читинской области. В 1997 году архив получил статус архива 1-й категории.
С 2000 года отдел был переименован в Управление архивным делом, в мае 2002 года — в Управление по делам архивов Читинской области. Политико-экономические условия отразились на структуре подведомственных учреждений. В 1992 году областной партийный архив, имеющий ведомственное подчинение, был объединен с Читинским облгосархивом. С образованием в 1993 году Агинского Бурятского автономного округа была образована самостоятельная окружная архивная структура, и Агинский окружной архив стал напрямую подчиняться Росархиву. В 2000 году был создан областной архив документов по личному составу.
В 2008 году, в связи с образованием Забайкальского края, Управление реорганизовано в Департамент по делам архивов, осуществляющий руководство архивной службой края. Департамент входит в структуру исполнительных органов власти, организационно-методическое руководство Департаментом осуществляет Росархив.
На начало XXI в. в архиве хранится свыше 1 млн дел, которые сосредоточены в более чем в 3 тыс. фондах. Документы архива отражают разные периоды истории Забайкалья. Самый ранний документ датируется 1686 годом. Документы дореволюционного периода дают возможность узнать историю заселения, освоения и развития края. Послеоктябрьского периода — становление органов власти, отражают процессы индустриализации, коллективизации, участие забайкальцев в Великой Отечественной войне, послевоенном строительстве. Имеются документы Военных трибуналов Забайкальского военного округа, железной дороги‚ райисполкомов, личные фонды исследователей Забайкалья. В архиве имеется большой газетный фонд, а также научно-справочная библиотека.

## Сборники документов, изданные архивом
Сотрудники архива выпустили сборники документов:
- «История рабочего движения Восточного Забайкалья» в 2 томах;
- «Хрестоматия по истории Читинской области»;
- «Нерчинское Забайкалье»;
- Научно-популярное издание «К России любовью горя» (о пребывании декабристов в Забайкалье).